# Gueux (Marne)
Gueux település Franciaországban, Marne megyében. Lakosainak száma 1901 fő (2022. január 1.). Gueux Muizon, Janvry, Méry-Prémecy, Rosnay, Thillois és Vrigny községekkel határos.

## Népesség
A település népességének változása:
| Lakosok száma | 984  | 1213 | 1414 | 1772 | 1704 | 1668 | 1687 | 1796 | 1850 | 1901 |
|               | 1968 | 1982 | 1990 | 2006 | 2013 | 2015 | 2017 | 2019 | 2020 | 2022 |